# 玉手翁
玉手翁（たまてのおきな、生没年不詳）は、欽明天皇の頃の豊前国吹出高浜（今の福岡県築上郡吉富町の一部）の豪族。
玉手（たまて）とも。本姓国前直（くにさきのあたい）。

## 解説
孝霊天皇の皇子日子刺肩別命（ひこさしかたわけのみこと）の子孫、豊国直菟名手（とよくにのあたいうなて）の末裔。吹出高浜で神功皇后の神託を受け、今の八幡古表神社（吉富町）を創始したとされる。
江戸時代まで同社大宮司を務め、国学者の渡辺重名などを輩出した中津藩士の渡辺氏は、この後裔を称する。